# Scordonia nora
Scordonia nora là một loài bướm đêm trong họ Geometridae.